# Charlot aristocratico
Charlot aristocratico (Cruel, Cruel Love, rieditato anche col titolo Lord Helpus) è un cortometraggio muto del 1914 diretto da George Nichols. Nonostante il titolo della versione italiana, Charlie Chaplin non interpreta Charlot.

## Produzione
Il film, prodotto dalla Keystone Pictures Studio, fu completato il 5 marzo 1914 e distribuito negli Stati Uniti dalla Mutual Film il 26 marzo.

## Trama
Il ricco Charlie è molto innamorato di sua moglie Minta, ma lei un giorno lo coglie in atteggiamenti apparentemente intimi con la sua cameriera e lo caccia di casa. In realtà Charlie la stava solo aiutando dopo che si era fatta male, come rivela a Minta il giardiniere che aveva visto l'accaduto. Ma Charlie ha ormai deciso di farla finita bevendo un bicchiere di veleno, dopodiché ha una visione del suo futuro in cui viene spedito all'inferno e tormentato da due diavoli. Lo raggiunge però il giardiniere con un messaggio da parte di Minta, in cui la donna riconosce l'errore e dice di amarlo ancora. Allora Charlie, disperato, chiama un'ambulanza e tenta di salvarsi bevendo del latte. Quando arrivano, i medici trovano il maggiordomo in preda alle risate, poiché il veleno bevuto da Charlie era in realtà acqua. I medici decidono di divertirsi tentando di fare una lavanda gastrica a Charlie, ma presto Minta arriva e lo informa della verità. Charlie così butta fuori di casa domestici, medici e infermieri, e i due innamorati si abbracciano felici.

## Distribuzione
- 26 marzo 1914 negli Stati Uniti
- 1915 in Svezia (Chaplin vid stranden)
- 22 luglio in Spagna (Un amor cruel)
- 20 maggio 1916 in Danimarca (Chaplins ulykkelige Kærlighed)
- 1º novembre 2010 in Italia all'interno della raccolta DVD "Charlie Chaplin. Le comiche Keystone" della Cineteca di Bologna.